# 苹果黑星菌
蘋果黑星菌（學名：Venturia inaequalis）是一種可以造成蘋果黑星病的子囊菌門真菌。蘋果黑星菌的無性態過去曾被稱為Fusicladium dendriticum與Spilocaea pomi。

## 分類與演化
蘋果黑星菌屬於一個物種，或是許多物種形成的隱存種，為長期有所爭議之處。近期的分子證據顯示中亞、歐洲等地的蘋果黑星菌之DNA序列雖有差異，可分為歐洲、中亞與哈薩克東部山區等三個族群，但差異選汰尚未到發生種化的程度，其中位於哈薩克東部山區、感染新疆野蘋果的族群，可能是最接近原始蘋果黑星菌的族群，另外兩個族群則較晚出現，可能是隨著2000-4000年前人類馴化蘋果的過程逐漸分化而成。